# Gomphandra lysipetala
Gomphandra lysipetala är en järneksväxtart som beskrevs av Otto Stapf. Gomphandra lysipetala ingår i släktet Gomphandra och familjen Stemonuraceae. Inga underarter finns listade i Catalogue of Life.